# Dahl-varangyteknős
A Dahl-varangyteknős (Phrynops dahli) a hüllők (Reptilia) osztályának a teknősök (Testudines) rendjéhez, ezen belül a kígyónyakúteknős-félék (Chelidae) családjához tartozó faj.

## Előfordulása
Kolumbia területén honos. Édesvizek lakója.